# Monte Portella
Il Monte Portella (la Portèlla in aquilano,  
2 388 metri s.l.m.) è una cima dell'Appennino abruzzese, posta nella dorsale occidentale del massiccio del Gran Sasso d'Italia, all'interno del territorio comunale dell'Aquila: si affaccia sull'omonimo passo (2 256 metri s.l.m.) che separa geomorfologicamente la dorsale centrale da quella occidentale.

## Origini del nome
Il nome è un antico oronimo, probabilmente dovuto alla posizione della cresta in corrispondenza del valico tra Campo Imperatore e Campo Pericoli e, più in generale, tra il bacino di Assergi e quello di Pietracamela.

## Geografia

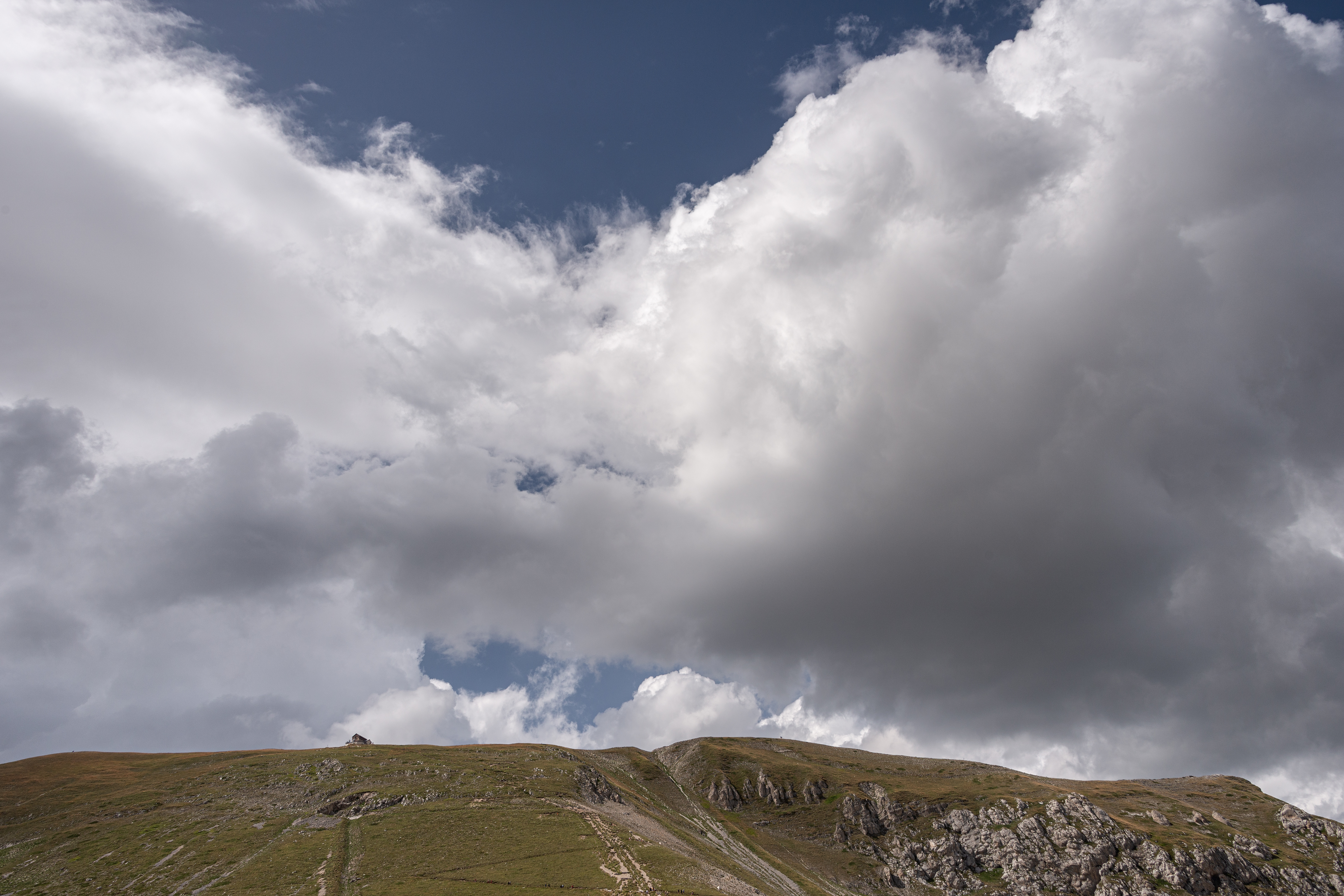
La cima del Monte Portella dalla sommità di Campo Imperatore.

Il Monte Portella costituisce la cima di una breve cresta che si sviluppa a nord-ovest di Campo Imperatore. Dalla cima si ha un'ampia e panoramica veduta della conca aquilana e della valle del Vasto (a sud-ovest), della sottostante conca glaciale di Campo Pericoli e delle vette maggiori del massiccio — Corno Grande, Pizzo d'Intermesoli, Monte Corvo, Monte Aquila e Pizzo Cefalone — (a nord), nonché del vasto altopiano di Campo Imperatore (a sud-est).
Insieme al Monte Scindarella, posto sul versante opposto di Campo Imperatore, è considerata una delle vette del massiccio più facili da raggiungere, ed è pertanto anche luogo di passaggio per le ascensioni alle vette maggiori. Lungo la sua cresta, a circa metà strada tra il passo della Portella e la sella di Monte Aquila, si trova il rifugio Duca degli Abruzzi, il secondo costruito sul Gran Sasso, nel 1908, raggiungibile tramite un comodo sentiero dalla sommità di Campo Imperatore. Alle sue pendici è posta l'area sommitale di Campo Imperatore con la stazione di arrivo della funivia del Gran Sasso, l'Hotel Campo Imperatore, il giardino botanico Vincenzo Rivera e l'osservatorio Astronomico.

### Accessibilità
- da Campo Imperatore in circa 1.30 ore;
- da Prati di Tivo in circa 4.00 ore.